# Elevación de Chatham

Mapa del lecho marino del continente de Zealandia

La elevación de Chatham (Chatham Rise en inglés) es una elevación submarina ubicada al este de Nueva Zelanda que forma parte del continente de Zealandia. Se extiende por aproximadamente 1000 kilómetros, desde cerca de la isla Sur en el oeste, hasta las islas Chatham en el este. Esta elevación forma la pesquería más productiva e importante de Nueva Zelanda.
En relación con el resto de las aguas del océano Pacífico alrededor de Nueva Zelanda, la elevación de Chatham es relativamente poco profunda, sin superar los 1000 metros en cualquier punto. Esto es más sorprendente debido a la profundidad del océano en las inmediaciones del norte y el sur. Al noreste, la fosa de Hikurangi, una extensión de la mucho más profunda fosa de Kermadec, tiene una profundidad que llega a los 3000 metros en las cercanías de la costa de Nueva Zelanda, y más lejos de la costa la elevación colinda con la meseta de Hikurangi. Al sur, las profundidades son similares en la Hoya de Bounty. Pasando el extremo este de la elevación, el piso oceánico va cayendo hacia la llanura abisal.

## Geología
Geológica y tectónicamente, la elevación de Chatham puede considerarse como una extensión de la parte este de la isla Sur. A finales del periodo Cretácico (hace 65.5 millones de años) era mayormente tierra firme y en ese entonces formaba una gran península que se extendía desde Nueva Zelanda a las islas Chatham. Esta estaba caracterizada por un paisaje volcánico. Los fósiles encontrados en las islas Chatham indican que la flora y la fauna de la elevación de Chatham era típica de finales del Mesozóico; tenía bosques que estaban dominados por gymnospermas (como ser Araucaria, Mataia y Podocarpus) y lycopodiopsidas (musgos). También existían algunas angiospermas. Dinosaurios como los terópodos vivían en la península y probablemente evolucionaron en las numerosas criaturas endémicas de la zona.

## Pesca comercial

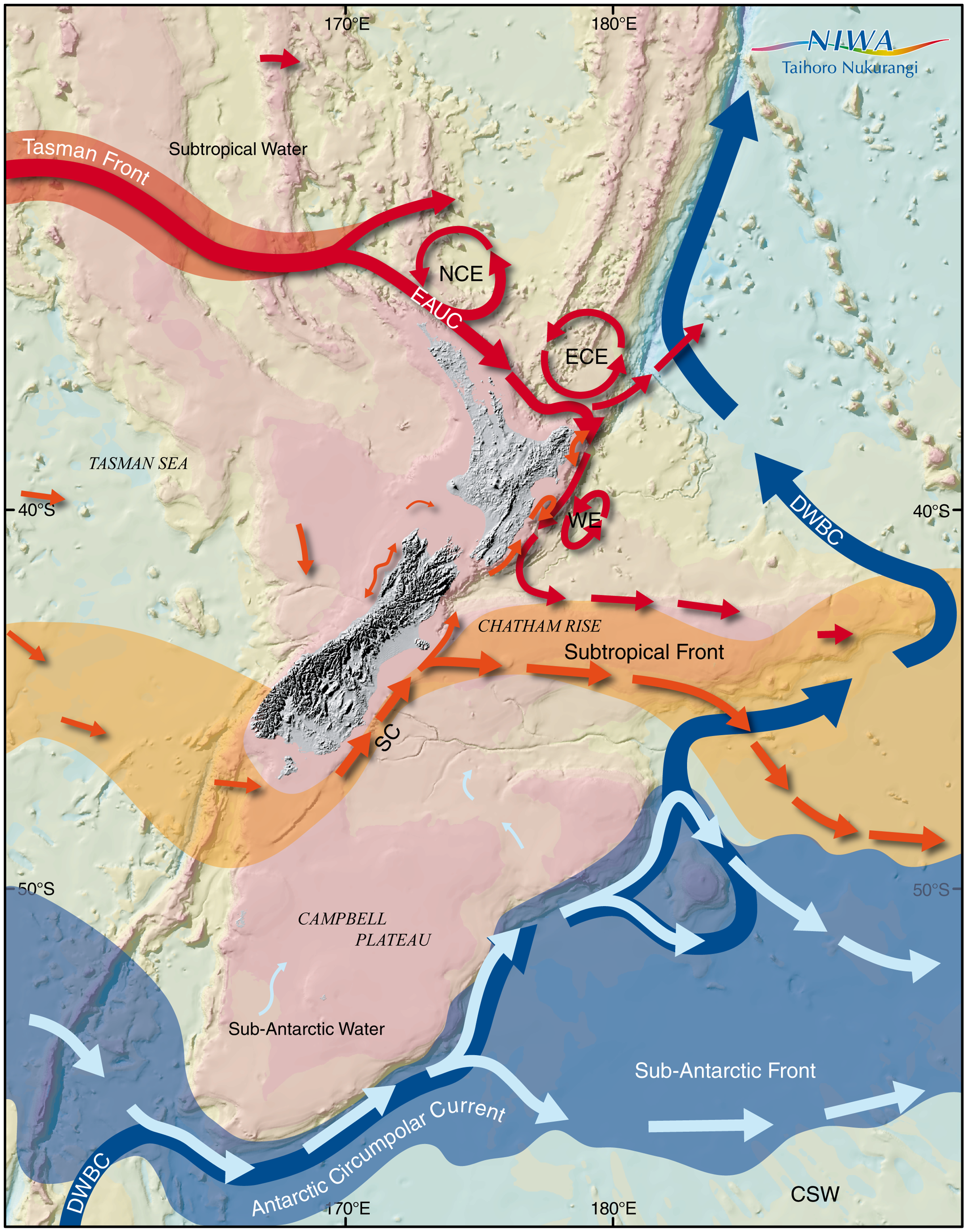
Aguas subtropicales y subantárticas se encuentran para formar el frente subtropical sobre la elevación de Chatham (en naranja).

La elevación de Chatham es la pesquería más importante y más productiva de Nueva Zelanda. Las cálidas aguas superficiales subtropicales del norte y las aguas superficiales frías subantárticas del sur se encuentran en las cercanías de la elevación de Chatham para crear un frente subtropical. Las aguas ricas en nutrientes del sur se mezclan con las aguas cálidas del norte y crean las condiciones ideales para el plancton y los animales que se alimentan de él. Las pesquerías cerca del frente subtropical y en particular la elevación de Chatham proveen un 60 por ciento de la pesca en Nueva Zelanda. Debido a que la elevación de Chatham es relativamente poco profunda, es accesible tanto para la pesca de arrastre de media profundidad como la pesca de arrastre de fondo. Entre las especies pescadas más comunes están el reloj anaranjado, los calamares, la cojinoba moteada, el congrio rosado, el merlúcido, y el oreo negro de aguas profundas.
El enfoque tradicional en la administración de pesquerías ha sido el de enfocarse en una sola especie - determinando cuantos peces pueden ser capturados antes de que la población reproductora se vea afectada al punto de dañar la pesquería de la especie. Hoy existe una nueva tendencia hacia pesquerías basadas en ecosistemas. El remover cualquier pez afecta a otras criaturas marinas en ambas direcciones de la cadena alimenticia, como ser animales marinos que se alimentan de peces, como la vida marina que se alimenta de las criaturas que se alimentan de los peces. Científicos del NIWA están examinando a más de 40.000 estómagos de peces para ver que están comiendo las diferentes especies de la elevación de Chatham. Estos estudios, en combinación con otros estudios de mamíferos y aves marinas, además de estudios climáticos y oceánicos relevantes, mostrarán como interactúan las diferentes partes del ecosistema de la elevación de Chatham.